# Rogers Island
Rogers Island är en ö i Kanada.   Den ligger i territoriet Nunavut, i den östra delen av landet, 2 100 km norr om huvudstaden Ottawa. Arean är 21,7 kvadratkilometer.
Terrängen på Rogers Island är lite kuperad. Öns högsta punkt är 229 meter över havet. Den sträcker sig 7,7 kilometer i nord-sydlig riktning, och 5,3 kilometer i öst-västlig riktning.